# Giuseppe Bertucci
Pour les articles homonymes, voir Bertucci.
Giuseppe Bertucci (né à Bardi le 5 août 1844 et mort à Vérone en 1926) est un patriote et photographe italien.

## Biographie

### Le parcours militaire
Giuseppe Bertucci naît à Bardi dans la province de Parme le 5 août 1844 de Marco. La famille est connue pour ses opinions libérales et son aversion à l'occupation étrangère. Son oncle Giuseppe (Bardi, 1784-1856) avocat et jacobin réputé, est un fervent opposant à l'occupation autrichienne et ses idées libérales le contraignent à maintes reprises à l'exil et à l'emprisonnement.
À l'âge de quinze ans, Giuseppe met fin à sa scolarité pour suivre l'irrésistible mythe que constitue Garibaldi. Au sein des chasseurs des Alpes, il participe valeureusement à la campagne de 1859, à la libération de l'Italie méridionale (1860-1861) et à la troisième guerre d'Indépendance italienne de 1866 dans le Trentin. Il appartient alors au 2e régiment de Volontaires italiens commandé par le lieutenant colonel Pietro Spinazzi du corps des Volontaires Italiens et il reçoit une médaille de la valeur militaire à l'issue de la bataille de Ponte Caffaro et de la bataille de Bezzecca. 
En 1867, il suit de nouveau Garibaldi lors de la campagne de l'Agro Romano pour la libération de Rome et il participe à la bataille de Mentana où les troupes garibaldiennes sont défaites. En 1870, il est de la prise de Rome au sein de l'armée régulière italienne.

### L'activité de photographe
Il commence son activité de photographe à Mantoue puis il s'établit à Vérone en 1882 avec sa femme et quatre de ses enfants, il en aura huit. Il ouvre un atelier de photographie boulevard San Tommaso où il réalise des portraits. L'atelier, proche du fleuve Adige, est endommagé le 17 septembre par une crue dont il réalise 42 photographies exceptionnelles. Par la suite, il déplace son atelier vers les Arche Scaligere, avec une succursale rue Ponte Umberto. Au début du XXe siècle, plusieurs de ses enfants commencent leur activité avec leur père, activité qui se poursuit jusqu'en 1958. 
Il reçoit un prix d'Humbert Ier pour ses photographies des inondations de Vérone de 1882, de Victor-Emmanuel III pour les photographies prises pendant le tremblement de terre en Calabre en 1908 et de « son Altesse royale Prince Amédée ». 
Lors du déclenchement de la Première Guerre mondiale, malgré ses 71 ans, toujours imprégné de l'esprit garibaldien, il souhaite se présenter comme volontaire pour la libération du Trentin et il faut une ferme opposition de sa famille pour l'en dissuader.
Giuseppe meurt, en 1926, dans sa maison de San Maria in Chiavica et au cours de ses funérailles auxquelles participe le peintre Angelo Dall’Oca Bianca (Vérone, 1858-1942), on rend hommage au grand photographe ainsi qu'au patriote.